# Oplegnathus insignis
Oplegnathus insignis är en fiskart som först beskrevs av Kner, 1867.  Oplegnathus insignis ingår i släktet Oplegnathus och familjen Oplegnathidae. IUCN kategoriserar arten globalt som otillräckligt studerad. Inga underarter finns listade i Catalogue of Life.